# 플랑크 압력
플랑크 압력은 pP로 표현되는 압력의 플랑크 단위이다.
{\displaystyle p_{P}={\frac {F_{P}}{l_{P}^{2}}}={\frac {c^{7}}{\hbar G^{2}}}\approx } 4.63309 × 10113 Pa
조건
{\displaystyle F_{P}}는 플랑크 힘
c는 진공의 빛의 속도
{\displaystyle \hbar }는 디랙 상수 (환산 플랑크 상수)
G는 중력 상수

## 같이 보기
- 플랑크 상수